# Ventenac
Ventenac é uma comuna francesa na região administrativa de Occitânia, no departamento de Ariège. Estende-se por uma área de 19,62 km². Em 2010 a comuna tinha 238 habitantes (densidade: 12,1 hab./km²).